# Die Seuche (Band)

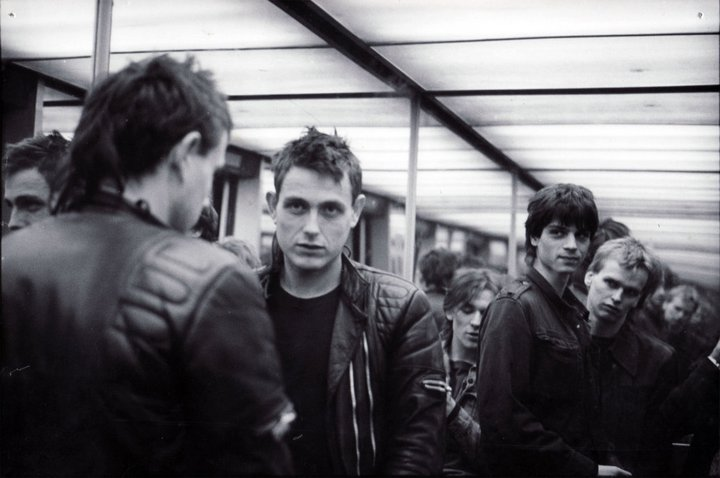
Bandfoto vor Spiegel

Die Seuche war eine Berliner Punkband, die sich Anfang der 1980er Jahre gründete.

## Bandgeschichte
Die Seuche wurde im Winter 1984/85 in Berlin-Schöneberg von Thomas Dachrodt, Frank Markendorf, Mark Bertelmann und Ludger Kleff gegründet. Im gleichen Jahr erschien eine erste Demoaufnahme mit zwei Titeln.1987 folgte eine zweite Kassette mit vier Songs, die in neuer Besetzung eingespielt wurde. Ihre ersten Liveauftritte fanden in besetzten Häusern und auf Straßenfesten statt, womit sie sich in der Punkszene einen Namen machten. Es folgten Gigs im SO36, Villa-Kreuzberg, Drugstore (Berlin), Tommy-Weisbecker-Haus, Freilichtbühne Volkspark Hasenheide sowie im Quartier Latin (Berlin).
Nach mehreren erfolglosen Bewerbungen zu dem vom Senat veranstaltetem „Berliner-Senatsrockwettbewerb“ klappte es jedoch 1989 und sie konnten dort den von einer Jury und dem Publikum gewählten fünften Platz belegen. Karl-Ulrich Walterbach wurde auf die Band aufmerksam und sie erhielten ihren ersten Plattenvertrag auf dem Punklabel Aggressive Rockproduktionen. 1990 erschienen die beiden Alben Die Seuche und Pächter des Wahnsinns. Während erstere ihr Debütalbum darstellte, bestand die zweite LP aus einer Seite mit neuen Studioliedern und einer Seite mit Livesongs von der ersten LP.
Anschließend folgte ein weiteres Demo. 1992 unterschrieb die Band bei Vertigo Records unter dem Sublabel Phonogram. Dort erschien die EP Halsabschneiders Höllenfahrt. Die Band löste sich 1993 auf.

## Nach der Auflösung
1998 erschien der Song Angeschissen auf dem Sampler Deutschpunk-Kampflieder II von Aggressive Rockproduktionen.
Jochen Hansen, der letzte Bassist der Gruppe, der unter anderem auch bei Abwärts und für Rio Reiser spielte, verstarb am 9. Januar 2012.

## Musikstil
Die Band spielte Deutschpunk mit starken Rock- und Metal-Einflüssen.

## Diskografie

### Alben
- 1990: Die Seuche (Aggressive Rockproduktionen)
- 1990: Pächter des Wahnsinns (Aggressive Rockproduktionen)

### EPs
- 1992: Halsabschneiders Höllenfahrt (Vertigo)

### Sonstige Veröffentlichungen
- 1985: Demo
- 1987: Schnelle Beerdigungsmusik + Verzweifelte Liebeslieder (MC)
- 1991: Fleisch (MC)

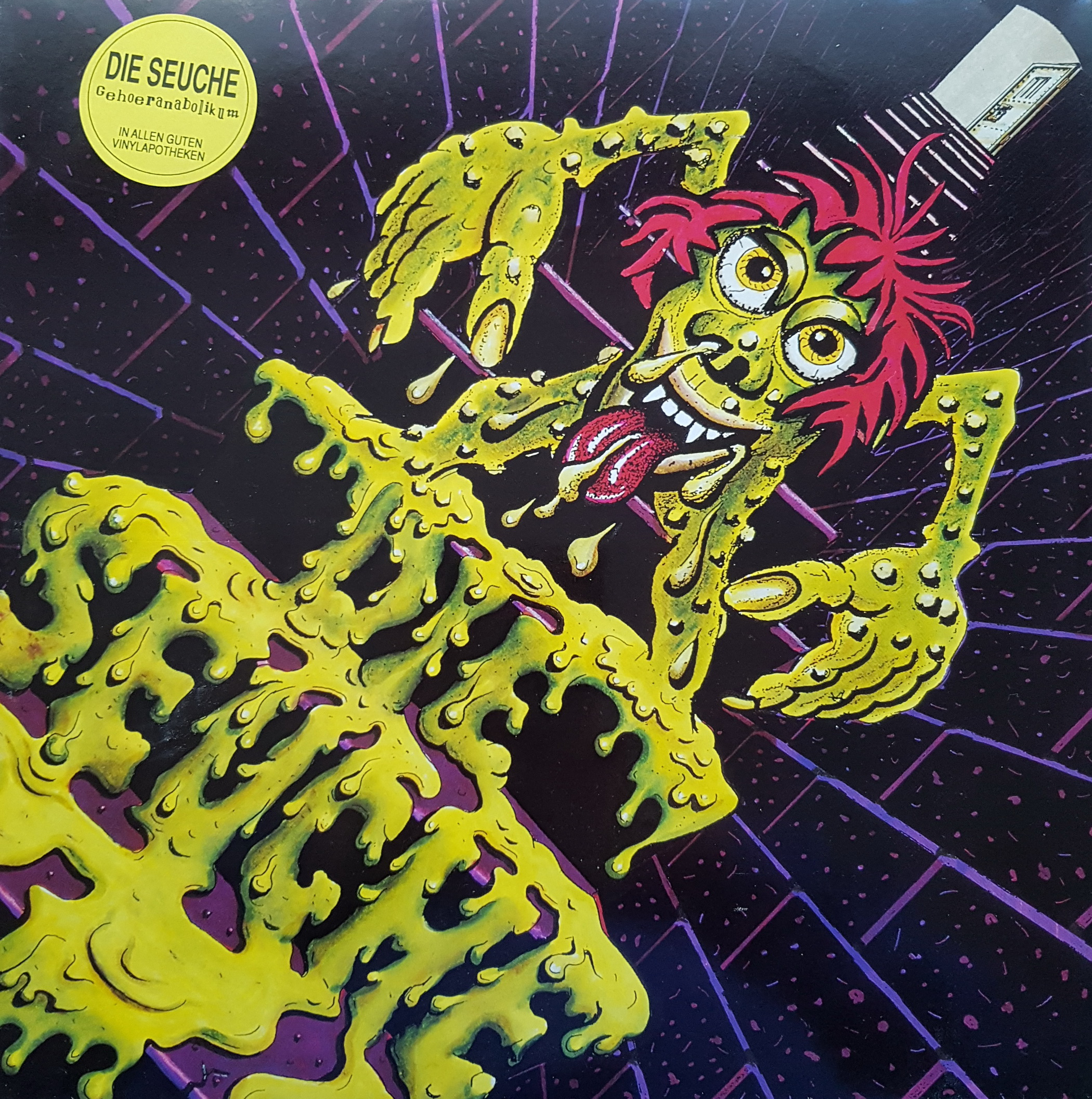
Erste Veröffentlichung
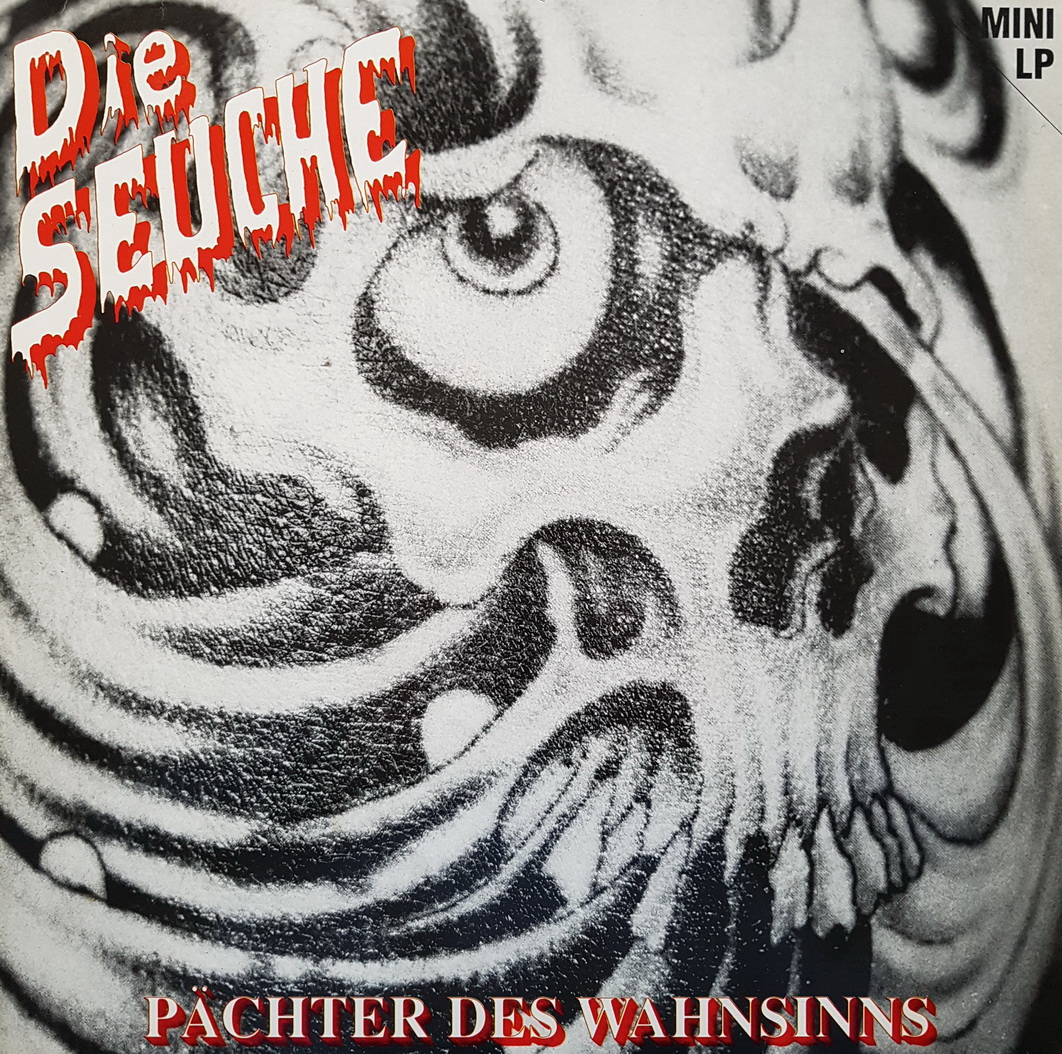
Pächter des Wahnsinns
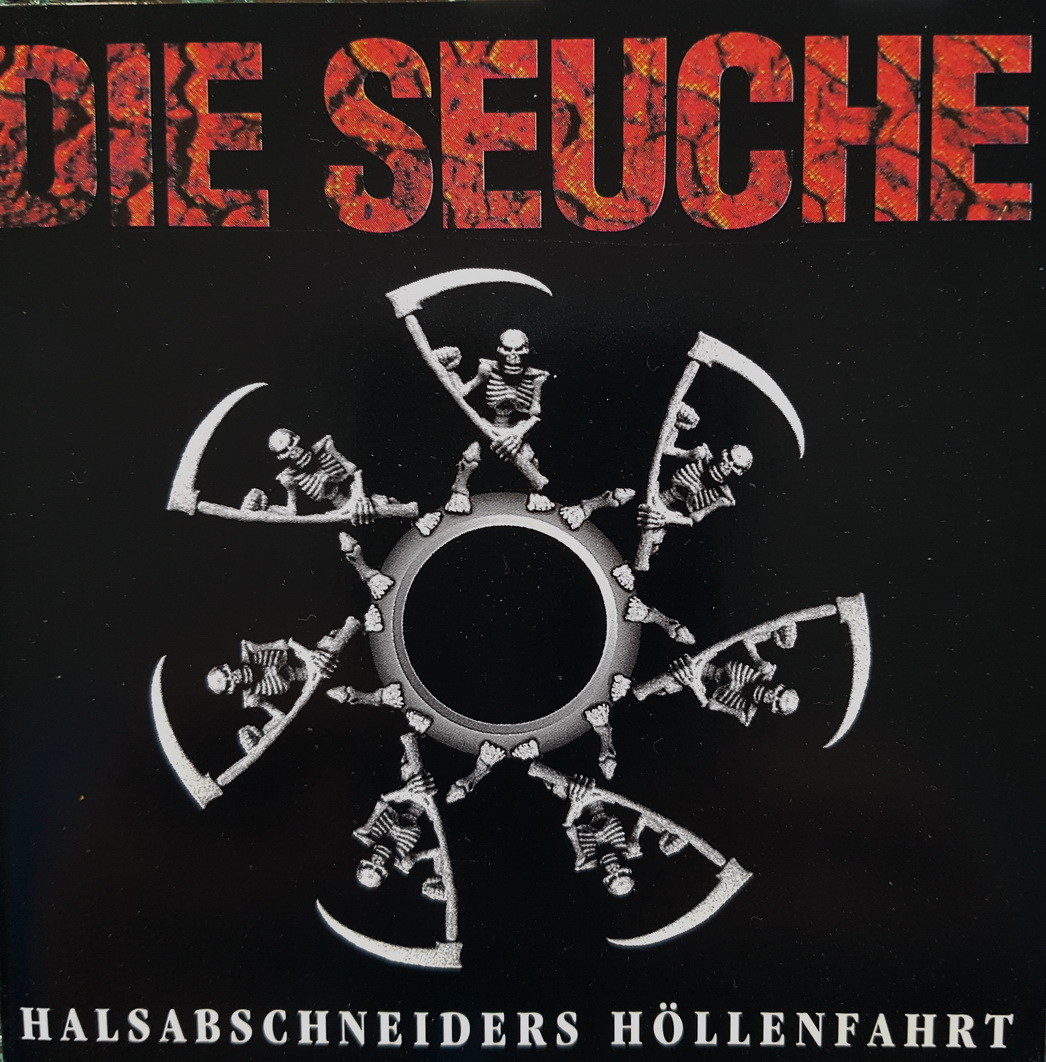
Halsabschneiders Höllenfahrt
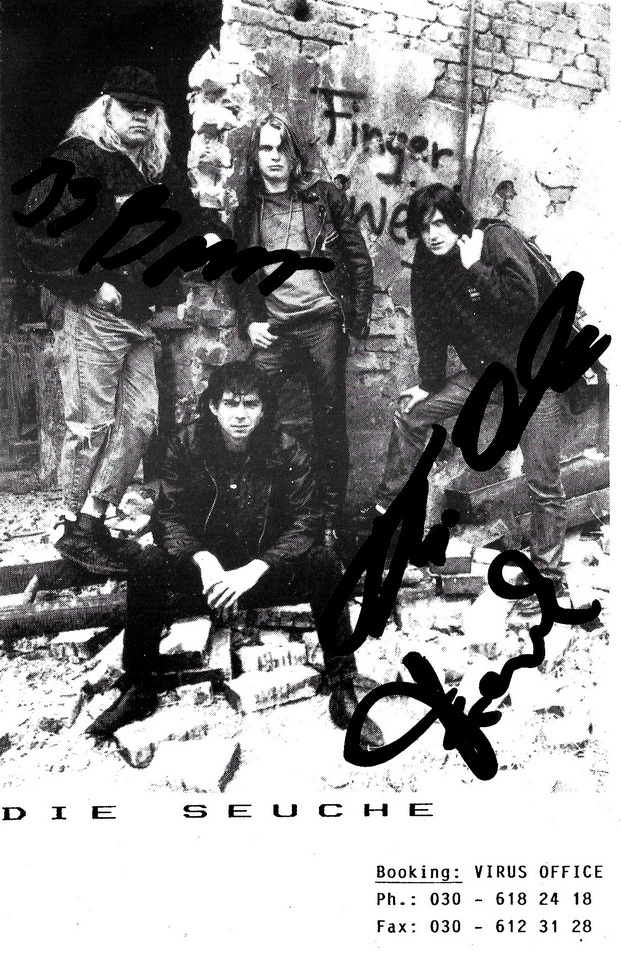
Erste AutogrammKarte
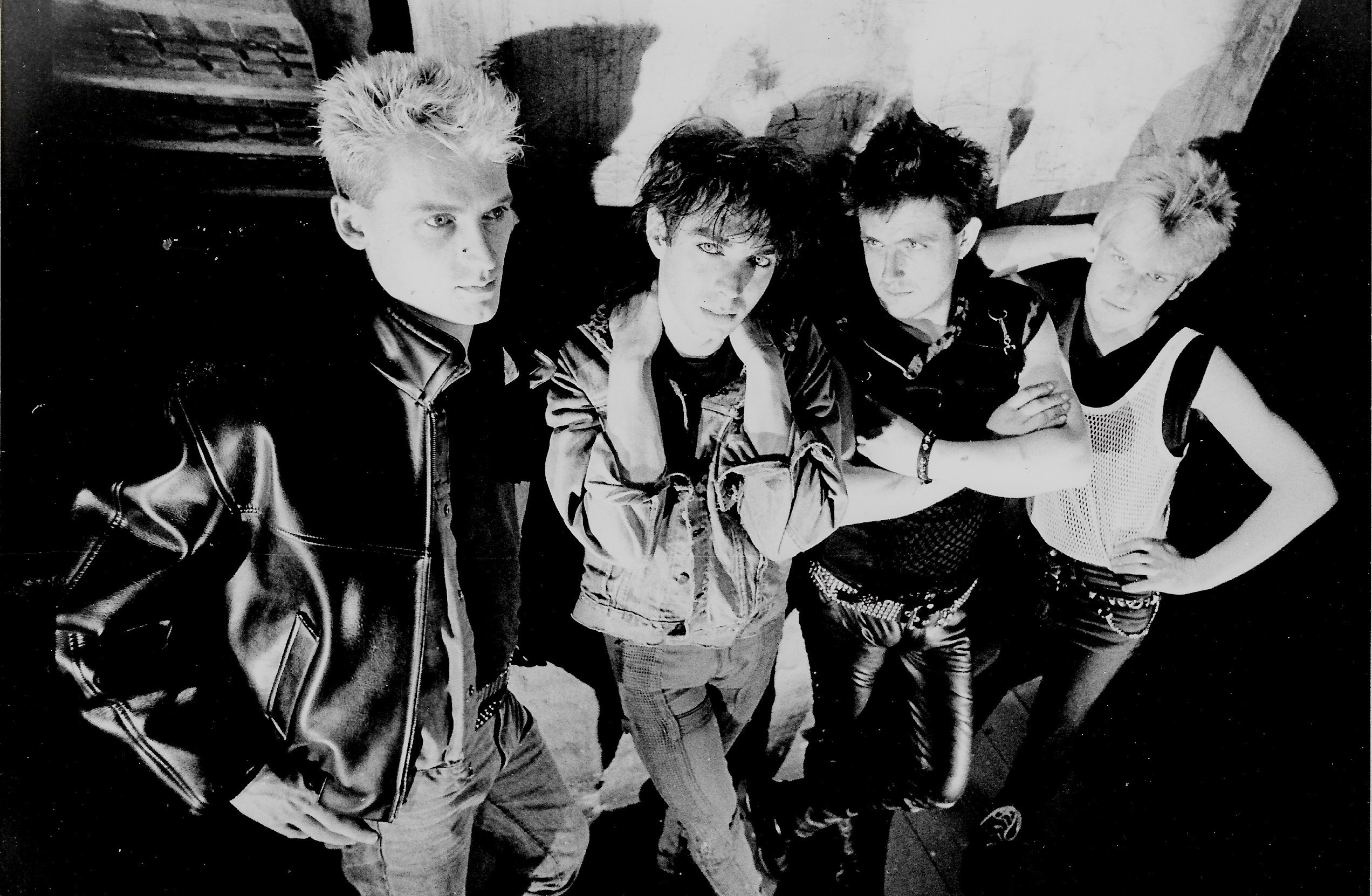
Eines der ersten Bandshootings
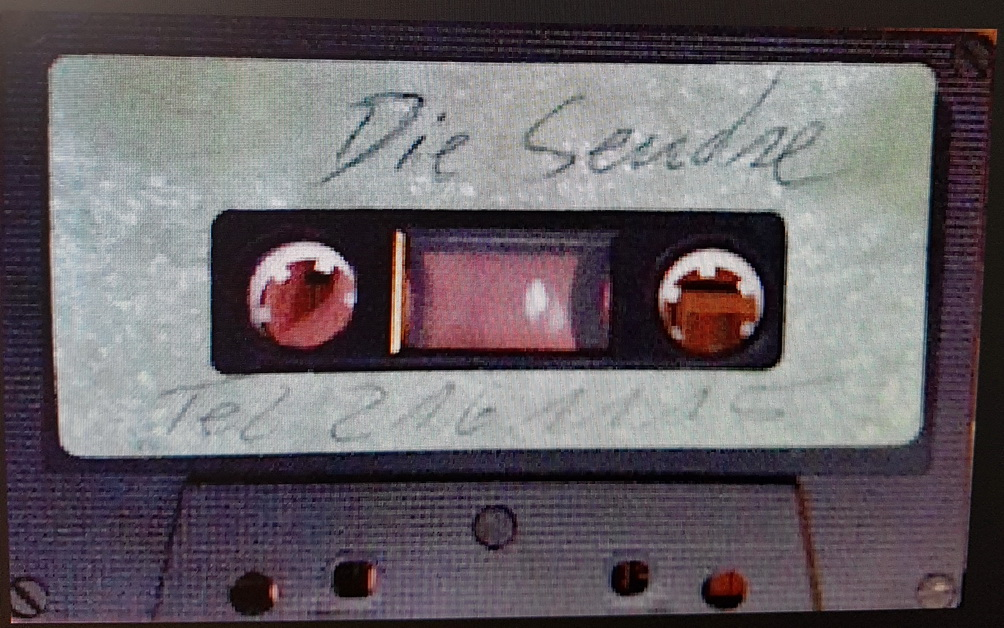
Die erste Demokassette